# 吉田靖彦 (国際政治学者)
吉田 靖彦（よしだ やすひこ、1922年3月21日 - 2009年）は、国際政治学者、青山学院大学名誉教授。

## 略歴
京都府出身。旧制豊岡中学校（現兵庫県立豊岡高等学校）を経て、京都大学卒、東京商科大学（現一橋大学）卒。同大学院修士課程修了。中学の同級生で友人だった山田風太郎から送られた手紙は、山田風太郎記念館に収められ、『山田風太郎疾風迅雷書簡集』として出版された。
長崎大学経済学部講師を経て、1956年から同助教授。1963年から64年までインディアナ大学に学び、在モスクワ日本大使館（現在ロシア日本国大使館）調査員や、滋賀大学経済学部助教授を経て、1971年同教授に昇格。1972年から青山学院大学経済学部教授、1986年から同国際政治経済学部教授。91年定年退任、名誉教授。74年「ソ連経済の成長と資源配分」で慶應義塾大学経済学博士。

## 著書
- 『ソ連経済の成長と低開発国援助』アジア経済研究所 1962
- 『ソ連経済の成長と資源配分』風間書房 1973
- 『ソ連、東欧諸国の経済発展と生産性の趨勢 比較経済体制論的一考察』風間書房 1990

共編
- 『現代ソ連論 現代ソ連の経済と産業』西村文夫共編 日本国際問題研究所 1976

### 翻訳
- L.V.カントロヴィッチ『社会主義経済と資源配分』創文社 1965
- ロバートW.キャンベル『ソヴェト経済研究 会計制度と価格形成』進藤勝美,小倉栄一郎共訳 未来社 1967
- エリ・エリ・テレホフ『数理経済モデル 現代社会主義の経済学』勁草書房 1975
- ポール・R.グレゴリー, ロバート・C.スチュアート『ソ連経済 構造と展望』教育社 1987
- ドン・ラヴォア『社会主義経済計算論争再考 対抗と集権的計画編成』青山社 1999
- マレー・N.ロスバード『人間、経済及び国家 オーストリア学派自由市場経済学原理』青山社 2000-01
- ポール・R.グレゴリー, ロバート・C.スチュアート『ロシア及びソ連の経済 実績と構造』青山社 2002

## 論文
- Cinii